# Kathleen Adebola Okikiolu
 Kathleen Adebola Okikiolu  (* 1965 in London, England) ist eine britisch-amerikanische Mathematikerin und Hochschullehrerin. Eines ihrer Forschungsgebiete ist die Geometrische Analysis und elliptische Differentialoperatoren.

## Leben und Forschung
Okikiolu wurde als zweite Tochter der Mathematiklehrerin Patricia Natasha Edwards  und des nigerianischen Mathematikers und Erfinders George Olatokunbo Okikiolu  in London geboren. Sie immatrikulierte sich 1985 am Newnham College der University of Cambridge und erhielt 1987 den Bachelor-Abschluss  in Mathematik. Danach studierte sie in den USA und promovierte 1991 bei Sun-Yung Alice Chang an der University of California in Los Angeles mit der Dissertation: The Analogue of the Strong Szego Limit Theorem on the Torus and the 3-Sphere. Von 1993 bis 1995 war sie Ausbilderin und später Assistenzprofessorin an der Princeton University. Einen Teil dieser Zeit verbrachte sie von September 1993 bis Juni 1994 am Institute for Advanced Study in Princeton, wo sie den Mathematiker Hans Lindbad kennenlernte und heiratete. Anschließend arbeitete sie bis 1997 als Gastassistentin am Massachusetts Institute of Technology und wurde danach außerordentliche Professorin an der University of California in San Diego. 1997 erhielt sie zwei bedeutende Auszeichnungen, das Sloan Research Fellowship und den Presidential Early Career Award für Wissenschaftler und Ingenieure für ihr Projekt "Determinanten elliptischer und Toeplitz-Operatoren mit Anwendungen für die Geometrie". 2011 wechselte sie in die Mathematikabteilung der Johns Hopkins University.

## Auszeichnungen (Auswahl)
- 1997: Sloan Research Fellowship
- 1997: Presidential Early Career Award for Scientists and Engineers
- 2009: AWM/MAA Falconer Lecturer

## Veröffentlichungen (Auswahl)
- Critical metrics for the determinant of the Laplacian in odd dimensions. Ann. of Math. (2) 153 (2001), Nr. 2, S. 471–531.
- High frequency cut-offs, trace formulas and geometry. Spectral problems in geometry and arithmetic (Iowa City, IA, 1997), 107–121, Contemp. Math., 237, Amer. Math. Soc., Providence, RI, 1999
- mit Victor Guillemin: Spectral asymptotics of Toeplitz operators on Zoll manifolds, J. Funct. Anal. 146 (1997), Nr. 2, S. 496–516.
- mit Victor Guillemin: Subprincipal terms in Szegő estimates. Math. Res. Lett. 4 (1997), Nr. 1, S. 173–179.
- mit Victor Guillemin: Szegő theorems for Zoll operators, Math. Res. Lett. 3 (1996), Nr. 4, S. 449–452.
- The multiplicative anomaly for determinants of elliptic operators, Duke Math. J. 79 (1995), Nr. 3, S. 723–750.
- The Campbell-Hausdorff theorem for elliptic operators and a related trace formula, Duke Math. J. 79 (1995), Nr. 3, S. 687–722.
- The analogue of the strong Szegö limit theorem on the 2- and 3- dimensional spheres, J. Amer. Math. Soc. 9 (1996), Nr. 2, S. 345–372.
- Characterization of subsets of rectifiable curves in Rn, J. London Math. Soc. (2) 46 (1992), Nr. 2, S. 336–348.